# Intensja
Intensja pewnego słowa, wyrażenia czy innego symbolu to jego sens, znaczenie, pojęcie związane z tym symbolem, semantyczny aspekt tego symbolu. Determinuje ona ekstensję tego symbolu. W logice termin ten bywa używany zamiennie z terminem konotacja.
Odmienne intensje mogą mieć tę samą ekstensję. Rozważmy np. wyrażenia „gwiazda poranna” i „gwiazda wieczorna”. Oba odnoszą się do planety Wenus, choć posiadają odmienne intensje – pierwsze z tych wyrażeń oznacza ciało niebieskie, które o poranku jest widzialne jako ostatnie, natomiast drugie oznacza ciało niebieskie, które wieczorem jest widzialne jako pierwsze.